# Руб ал-Хали
Руб ал-Хали (на арабски: الربع الخالي, буквално: Празно каре) е пясъчна пустиня, разположена в южната и югоизточна част на Арабския полуостров. Тя е най-голямата пясъчна пустиня след Сахара. Дължината ѝ от североизток на югозапад е над 1000 km, ширината до 500 km и е напълно необитаема. Нейната площ е около 650 хил. km² и е колкото площта на Франция и Бенелюкс взети заедно. Разположена е на териториите на държавите Саудитска Арабия, Оман, ОАЕ и Йемен. Заема обширна тектонска падина между планините простиращи се покрай западните, южните и източните брегове на Арабския полуостров. Повърхнината ѝ е равнинна с надморска височина от 100 – 200 m на изток до 500 – 1000 m на запад. Около 80% от територията ѝ е заета от подвижни пясъци, образуващи бархани с височина до 150 – 200 m, вериги от възвишения и отделни масиви. На изток има обширни солончаци (Ал Улук ал Мугарида, Ум ес Самим и др.) и на отделни участъци каменисти равнини (хамади). Регионът има горещ пустинен климат, типичен за пустините на Арабския полуостров. Класифициран е като „свръх сух климат“ с количество на валежите по-малко от 30 mm годишно, като често не вали по няколко години подред. Максималните дневни температури са около 47 °C, но могат да достигнат до 51 °C. Постоянен повърхностен отток липсва, а подземните (грунтовите) води залягат на много дълбоко. На участъците, непокрити с пясъци на места са развити гипсови и варовикови кори. Рядката растителност се среща предимно в понижените участъци между пясъчните хълмове (камилски бодил, солянка и др.). В района се срещат много паякообразни (например скорпиони), гризачи и влечуги. В Руб ал-Хали има огромни нефтени залежи. Те са основен източник на парични средства за икономиката на държавите, върху чиито територии е разположена.